# イサム・ノグチ庭園美術館

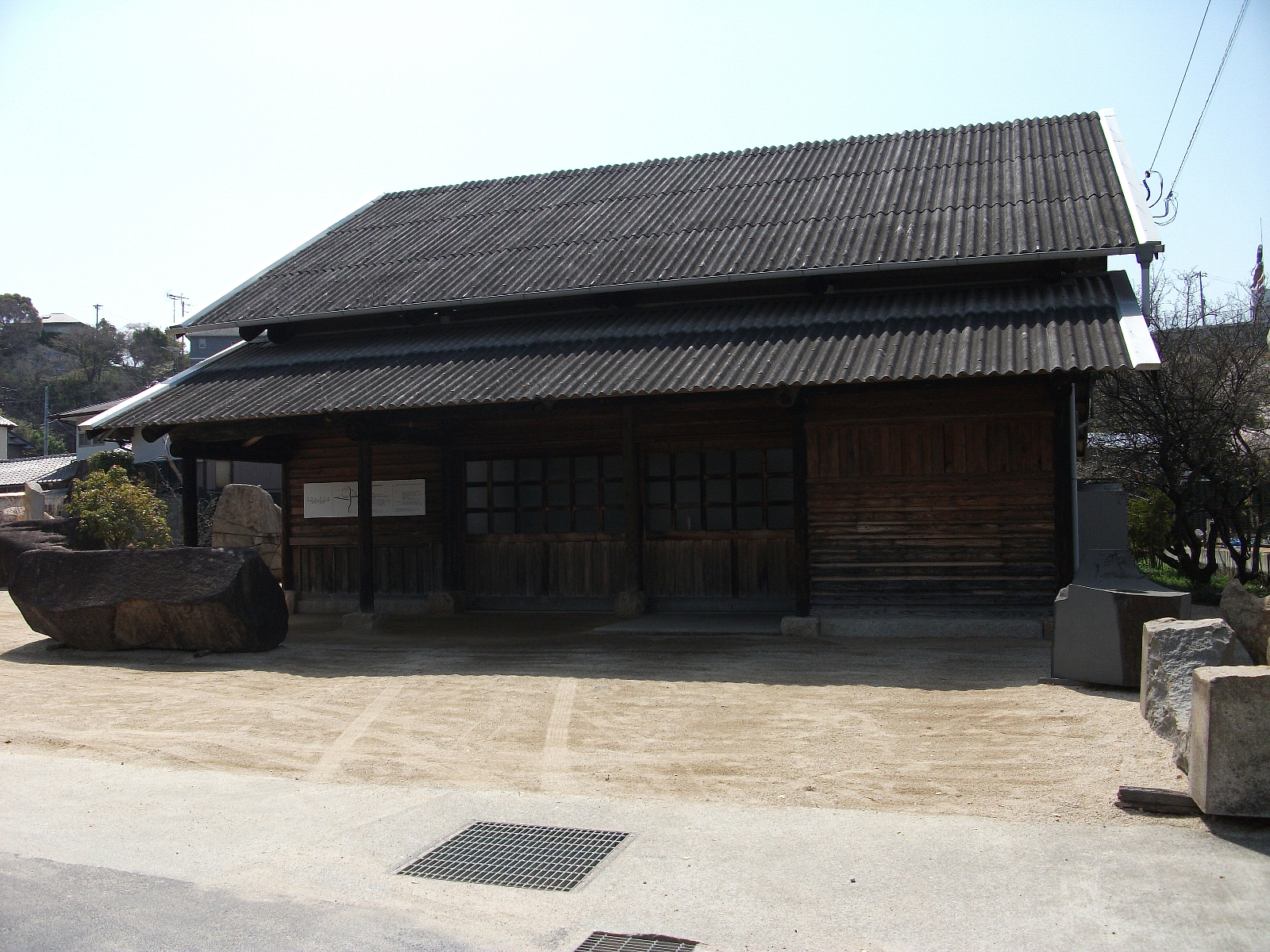
美術館受付

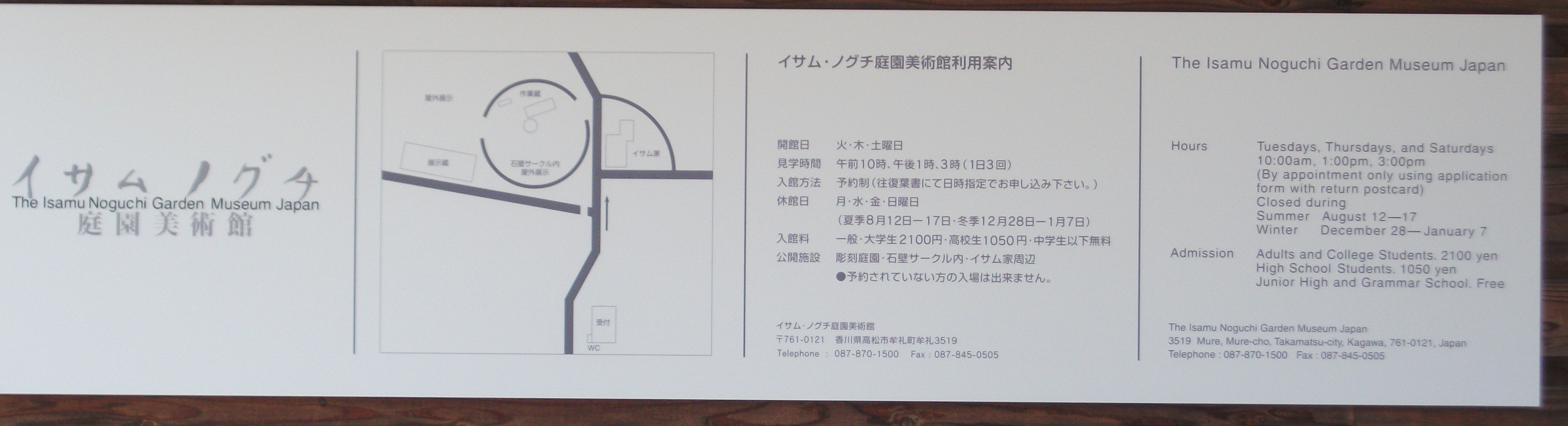
美術館案内

イサム・ノグチ庭園美術館は、香川県高松市牟礼町にある美術館。

## 概要
アトリエを構えた牟礼町に彫刻家イサム・ノグチの遺志を実現するために1999年開館した庭園美術館。2004年には天皇皇后がご視察になる。

## 施設
- 展示蔵
- イサム家
- 彫刻のある庭園
- アトリエ

## 利用案内
以下の情報は2021年12月現在のものである。利用時には公式ホームページを参照されたい。
開館日
- 火・木・土曜日

見学時間
- 午前10時、午後1時、午後3時の一日3回（約1時間・定員有り）

入館方法
- 予約制（往復はがき・Fax・Eメールにて日時指定でお申し込みください）

休館日
- 月・水・金・日曜日
- 2021年 冬期:2021年12月28日(火) - 2022年1月5日(水)
- 2022年 夏期:2022年8月13日(土) - 8月16日(火)
- 2022年 冬期:2022年12月29日(木) - 2023年1月5日(木)

入館料
- 一般・大学生：2200円（税込）
- 高校生：1100円（税込）
- 中学生以下：無料
- 30名以上、団体割引あり（10%オフ）

公開施設
- アトリエ（石壁サークル内）・展示蔵・イサム家周辺・彫刻庭園

## 交通アクセス

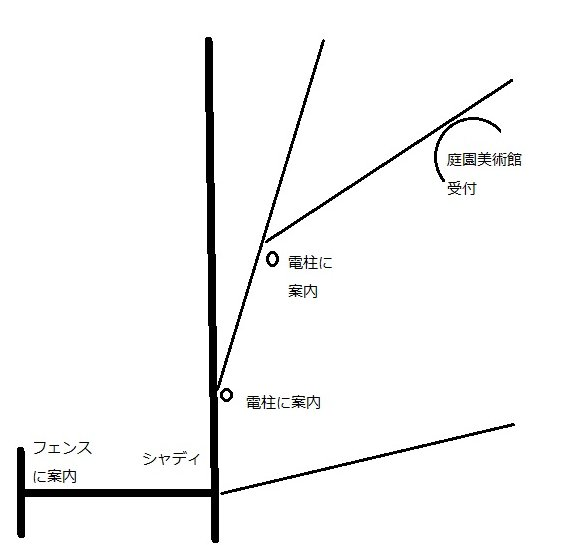
美術館案内図

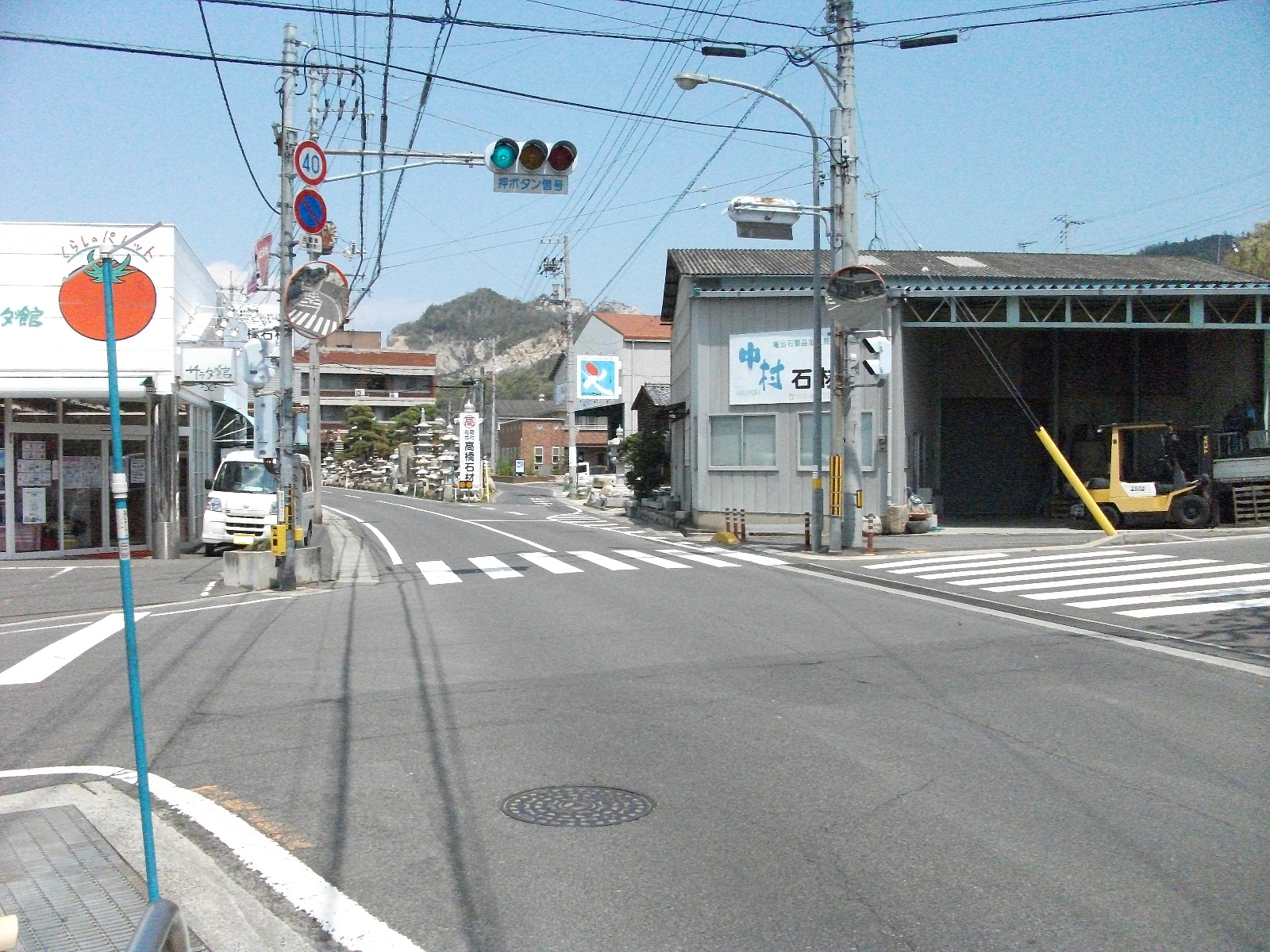
美術館案内写真

- 高松琴平電気鉄道志度線八栗駅から徒歩約20分

## 周辺情報
- 洲崎寺
- ジョージナカシマ記念館